# Kylie Bax
Kylie Bax (5 de gener de 1975) és una model i actriu neozelandesa. Ha aparegut en portades de revista internacionals com Vogue i Marie Claire.

## Modelatge
Va guanyar concursos de bellesa en la seva adolescència, i fou descoberta en un supermercat de Nova Zelanda per un agent de l'agència Clyne Model Management. Després de descobrir el seu potencial com a model, es va mudar a Nova York. Allà es va convertir en la protegida de Steven Meisel. Ha treballat amb fotògrafs com Karl Lagerfeld, Helmut Newton i Richard Avedon. Una vegada descoberta, la seva carrera va ser un èxit mundial, sent contractada per l'agència Women a Nova York, Marilyn a Paris, i Storm a Londres. Ha figurat en la portada de Vogue, Marie Claire, Harper's Bazaar & Mode Austràlia, Maxim, Vanity Fair, i ELLE. Ha aparegut en més de 20 portades de Vogue arreu del món.
En 2000, Bax es va unir a Estella Warren, Veronica Vařeková, i Michelle Behennah en el Sports Illustrated Swimsuit Issue anual. Ha anunciat campanyes de Club Monaco, Anna Sui, Clinique, Ann Taylor, DKNY, Escada, Gianfranco Ferre, Giorgio Armani, Louis Vuitton, Oscar de la Renta, Sonia Rykiel, Gianni Versace, Moschino, Nars, i Valentino. Ha desfilat per a Moschino, Oscar de la Renta, Chanel, Christian Dior, Christian Lacroix, i Valentino, Glistening Examples, Gucci, Galliano, Donna Karan, Cynthis Rowley, Calvin Klein, Joop, Alexander McQueen, Phillip Treacy, Karl Lagerfeld, Chloe, Ralph Lauren, Prada i Miu Miu.
En 2009, Bax va demandar a la revista francesa Max Magazine per usar imatges d'ella nua en la seva portada. Les imatges havien estat preses sis anys abans, i Max Magazine no estava pagant pel seu ús.

## Filmografia

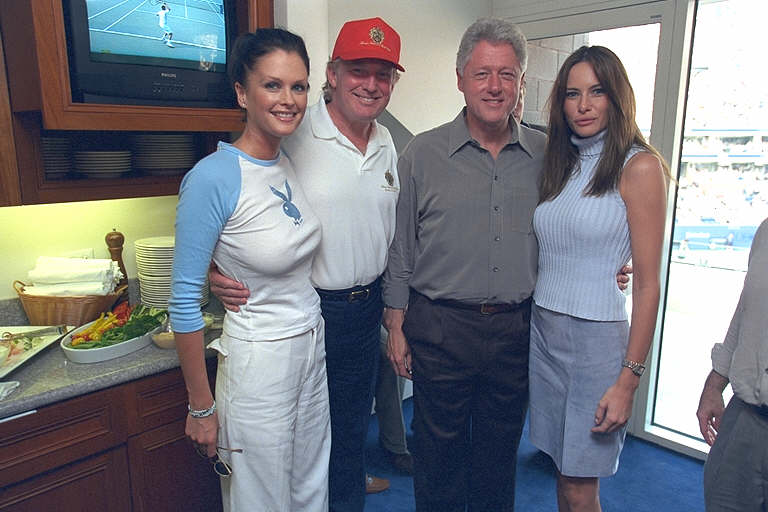
Bax (esquerra) amb Donald Trump, Bill Clinton (llavors president dels Estats Units), i Melania Knauss (futura Trump) a l'US Open de 2000, Flushing, Nova York.

- Tennis, Anyone...? (2005)
- Get Over It (2001)
- Perfum (2001)
- Boys and Girls (2000)
- Jill Rips (2000)
- We Married Margo (2000)
- The Big Tease (1999)
- Storm Catcher (1999)

## Vida personal
Bax va créixer en la granja de cria de cavalls dels seus pares a Thames, Nova Zelanda. Ha tingut un matrimoni i divorci molt publicitat. El 2016 i 2017, Bax va donar suport a l'elecció de Donald Trump com a President dels Estats Units.